# 蒙特勒莱
蒙特勒莱（法語：Montrelais，法語發音：[mɔ̃tʁəlɛ]）是法国大西洋卢瓦尔省的一个市镇，位于该省东部，属于沙托布里扬-昂斯尼区。

## 地理
蒙特勒莱（47°23'20"N, 0°57'59"W）面积13.73 平方千米，位于法国卢瓦尔河地区大区大西洋卢瓦尔省，该省份为法国西北部沿海省份，位于布列塔尼半岛东南部，北起伊勒-维莱讷省，西北接莫尔比昂省，西临大西洋，南至旺代省，东临曼恩-卢瓦尔省。
与蒙特勒莱接壤的市镇（或旧市镇、城区）包括：卢瓦罗克桑斯、卢瓦尔河畔安格朗德勒弗雷讷、卢瓦尔河畔莫日。

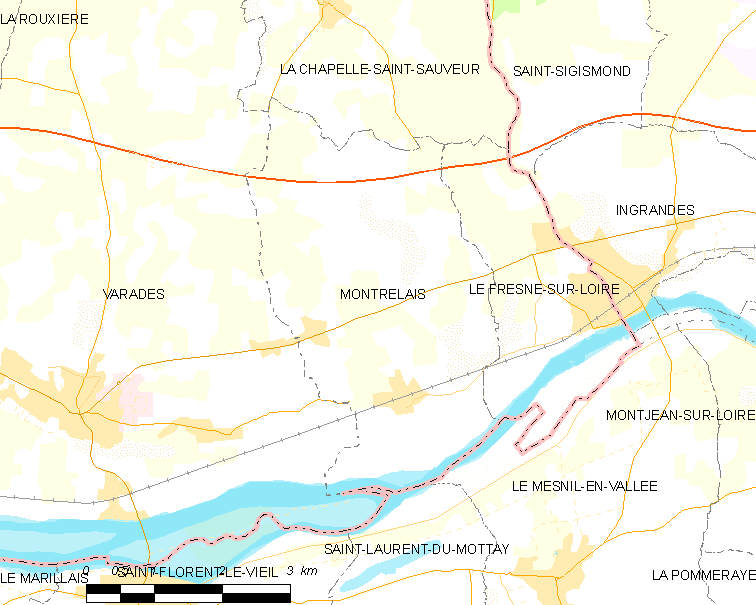
蒙特勒莱的OSM定位图

蒙特勒莱的时区为UTC+01:00、UTC+02:00（夏令时）。

## 行政
蒙特勒莱的邮政编码为44370，INSEE市镇编码为44104。

## 政治
蒙特勒莱所属的省级选区为昂斯尼-圣热雷翁县。

## 人口

1962-2008年间蒙特勒莱人口变化图示

蒙特勒莱于2022年1月1日时的人口数量为843人。

## 交通
大西洋卢瓦尔省省道D18线、D18A线和D723线经过境内。法国国家A11号高速公路经过境内北部但未设出入口。